# Roldanillo
Roldanillo es un municipio colombiano ubicado en el departamento de Valle del Cauca. Está ubicado aproximadamente a 149 kilómetros de Cali, la capital del departamento.

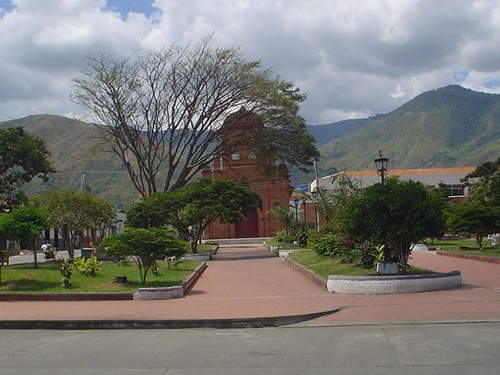
Parque La Ermita.

En medio de un paisaje típicamente vallecaucano se encuentra Roldanillo. Fundado en el siglo XVI. Roldanillo es un municipio de arquitectura colonial donde se destacan construcciones como la Ermita. Además de su pasado colonial y sus viejas casonas, lo que hace famoso en la actualidad a Roldanillo es el Museo Rayo, en honor al maestro Omar Rayo, ganador de un Premio Internacional en la Bienal de Sao Paulo.

## Historia
Fundado el 20 de enero de 1576, por Francisco Redondo Ponce de León, quien le dio el nombre de Villa de Cáceres. Debido a la aguerrida resistencia de los indígenas, la población tuvo que trasladarse en 1602 a terrenos de la Estancia de Roldanillo, donde esclavos africanos trabajaban en trapiches para caña de azúcar y ganaderías. El segundo pueblo, con el nombre de San Sebastián de Roldanillo, ya se conocía a finales del siglo xvi. Es municipio desde 1892 y se sitúa al norte del departamento de Valle del Cauca.
En su economía sobresalen la agricultura, con cultivos como caña de azúcar, plátano, maíz, café y hortalizas; la ganadería y el comercio.
Es esta "tierra del alma" se puede disfrutar de buen clima y ambiente tranquilo. Posee numerosos hoteles y buenos restaurantes. En la parte montañosa del municipio se encuentran los parques y reservas naturales, el mirador Roldanillo - "La Tulia", desde donde se observa una panorámica de la ciudad del Valle del Cauca, los cerros del Calvario, Pijao, Paramillo y Montañuela, utilizados como pistas de lanzamiento para los cometistas y parapentistas, durante todo el año, especialmente en el mes de julio, cuando se celebra el campeonato nacional de vuelo de cometas.
Diferentes eventos y fiestas se celebran en Roldanillo, como son el aniversario del Museo Rayo y la fiesta patronal de San Sebastián que dan inicio al calendario cultural del museo, el encuentro regional de teatro en marzo, el encuentro regional de mujeres poetas, el campeonato nacional de parapente en julio, el campeonato nacional de vuelo libre en agosto entre muchos otros eventos.

## Características geográficas
Al este el territorio es plano, parte del Valle del río Cauca, entre los 900 y 1000 m s. n. m. Al occidente es ladera montañosa (68% del área del municipio), sobre la vertiente oriental de la Cordillera Occidental de los Andes, elevándose paulatinamente hasta 2100 m s. n. m. Está bañado por los ríos Cauca, Roldanillo, el Rey y Cáceres. Forma parte de la Vertiente del río Cauca y del sistema de drenaje al río Garrapatas (Pacífico).
El territorio tiene una región Plana al Oriente y una zona Montañosa al Occidente.
Ríos Principales: Cauca, Roldanillo, Cáceres y Rey.}

## División Político-Administrativa
Además de su Cabecera municipal. Roldanillo tiene bajo su jurisdicción los siguientes Centros poblados:
- El Retiro
- Higueroncito
- Morelia
- Palmar Guayabal
- Santa Rita
- Tierra Blanca

## Economía
La agricultura produce el 65 por ciento de los ingresos de Roldanillo. Los principales cultivos son caña de azúcar, papaya , maíz, café, maracuyá y hortalizas; En menor grado de importancia la ganadería.

## Demografía
Posee una importante comunidad descendiente de colonos antioqueños y población del sur del departamento.
Según las cifras presentadas por el DANE del censo 2005, la composición etnográfica de la ciudad es:
- Blancos y Mestizos (97,3%)
- Afrocolombianos (1,6%)
- Indígenas (0,1%)

## Arquitectura
Roldanillo es una ciudad de Arquitectura estilo antiguo colonial donde se destacan construcciones religiosas como La Ermita, el templo más antiguo. Se venera a San Sebastián, patrono de la ciudad. La Parroquia de Roldanillo, es de construcción reciente debido a un terremoto que destruyó el templo original, el cual tenía una torre y en su interior un altar con columnas y adornado por imágenes a su alrededor. 
Lo que hace famoso en la actualidad a Roldanillo es su Museo Rayo, construido por el pintor y grabador Omar Rayo, oriundo de Roldanillo.

## Turismo
En la parte montañosa del municipio se encuentran los parques y reservas naturales, El mirador Roldanillo "La Tulia", donde se observa una panorámica de la población, del Valle del Cauca, los cerros del Calvario, Pijao, Paramillo y Montañuela, utilizados como pistas de lanzamiento para los cometistas y parapentistas, durante todo el año, especialmente en el mes de julio, cuando se celebra el campeonato nacional de vuelo de cometas.
El último sábado de cada mes se realiza una cabalgata por las principales calles del municipio.
En la parte cultural, se encuentra el Museo Rayo, la casa de la Cultura , la casa Quintero , la fundación ecológica "Pacha Mama", la Ermita y el museo vial Roldanillo -Zarzal y Roldanillo-La Tulia.
Diferentes eventos y fiestas se celebran en Roldanillo, como son aniversario Museo Rayo y fiesta patronal de San Sebastián que dan inicio al calendario cultural del museo, el encuentro regional de mujeres poetas.

### Museo Rayo

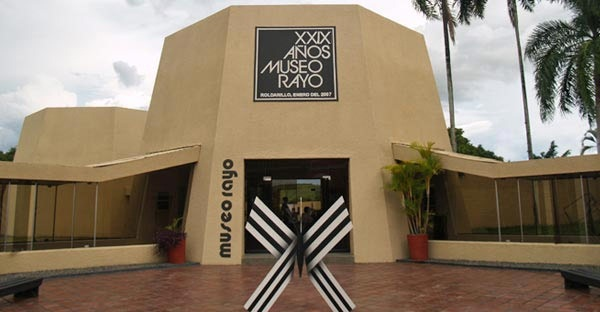
Museo Rayo.

El Museo Rayo alberga la obra gráfica del artista. Cuenta con más de 2000 piezas entre óleos, esculturas, caricaturas, serigrafías y grabados. Igualmente posee una completa colección de obras de importantes artistas latinoamericanos.
Sirve también como punto de encuentro de la vida cultural de Roldanillo, exposiciones, convenciones de poesía y presentaciones de diversos grupos artísticos.
Es de apreciar igualmente el museo vial, compuesto por diferentes vallas ubicadas a lado y lado de la vía entre Zarzal y Roldanillo.

## Sitios de interés
Cultural, recreativo e histórico
- Museo Rayo
- Parque recreativo
- Cerro de las Tres Cruces
- Sendero ecológico del barrio Ermita
- Capilla de la Ermita Capilla de La Ermita
- Parque principal
- Casa Quintero
- Casa de la Cultura
- Biblioteca Pública
- Centro Empresarial y Artesanal

Arquitectónicos

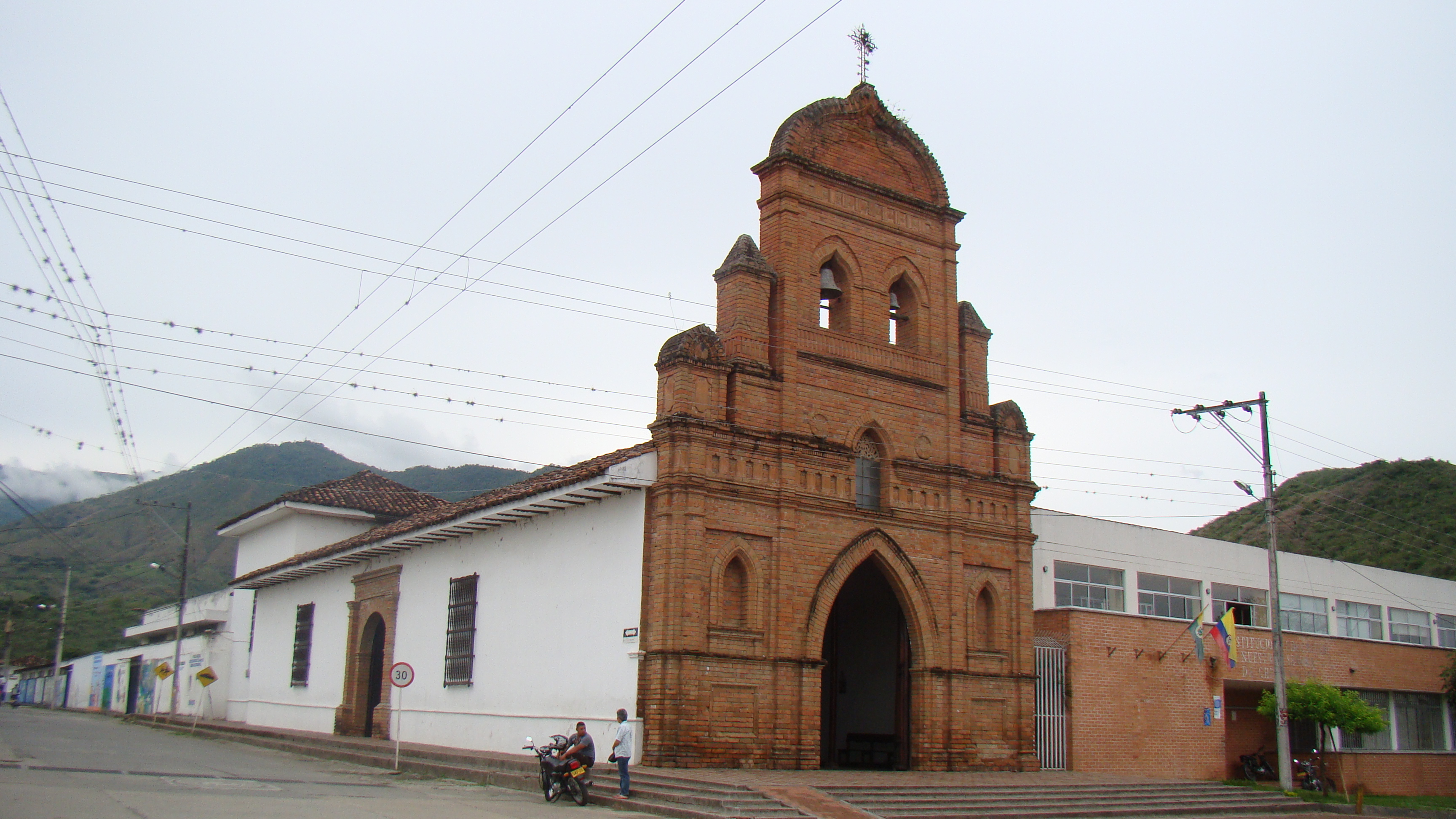
Capilla de La Ermita

- Puente metálico colgante sobre el Río Cauca en el paso de Guayabal
- Museo Rayo
- Capilla de la Ermita
- Pasos del Río Cauca en Guayabal y Tierrablanca

Deportivos
Los cerros del Calvario, Pijao, Paramillo y Montañuela denominados por los deportistas:
- Voladero Agua de Panela
- Voladero los Tanques
- Voladero Pico

## Educación

### Universidades e instituciones de educación superior
- Universidad Antonio Nariño
- Servicio Nacional de Aprendizaje (SENA)
- Instituto de Educación Técnica Profesional de Roldanillo, Valle - INTEP

## Fiestas y ferias
- Encuentro Nacional de mujeres poetas en el mes de julio
- Encuentro Regional de teatro
- Feria exposición Agroindustrial y Equina grado A

### Eventos Deportivos
- Campeonato Nacional e Internacional de vuelo ala delta
- Campeonato Nacional e Internacional de Parapentismo (Paragliding World Championship)
- Campeonato Nacional de Motovelocidad

## Himno
| Coro Levantemos airosas mil voces La mirada en el vasto confin Hoy queremos cantarte loores Roldanillo del Valle adalid |  | I Nombre ilustre dejaron tus hijos; Villafañe el Poeta inmortal Y en su prosa Eustaquio Palacios Tu hidalguía convierte en cantar. II Juventudes altivas se yerguen Y su nombre dirán con amor Acendrado en sus almas impere Amor sacro a la Patria y a Dios |  | III En tus campos la paz se respira La simiente se ve ya brotar Las colinas tu sueño vigilan Y hasta el Cauca refleja su faz. IV Noble tierra: orgullosos cantamos Nuestros Himnos de fe y lealtad Y en la hora postrera anhelamos en tus lares por fin reposar. |  |  |

## Servicios públicos
- Energía Eléctrica: Celsia, es la empresa prestadora del servicio de energía eléctrica.[5]
- Gas Natural: Gases de Occidente es la empresa distribuidora y comercializadora de gas natural en el municipio.